# Remparts de Monpazier
Remparts de Monpazier sont les fortifications de la ville de Monpazier qui ont protégé la ville depuis sa fondation.

## Historique
Après que le roi Louis IX a reçu l'hommage-lige d'Henri III d'Angleterre, le 4 décembre 1259,, le traité de Paris est signé par lequel le roi de France rend le Limousin, le Périgord, le Quercy, l'Agenais, et une partie de la Saintonge à Henri III, mais il garde la Normandie.
Après la mort d'Alphonse de Poitiers sans enfant, Philippe III le Hardi, roi depuis la mort de son père, Louis IX, à Tunis, hérite du comté de Toulouse, du Poitou et d'une partie de l'Auvergne. Au traité d'Amiens le 23 mai 1279, il doit céder l'Agenais, la Saintonge et le Ponthieu au roi d'Angleterre Édouard Ier.
À la mort de son frère, Pierre, en 1283, Philippe III, hérite du comté du Perche et du comté d'Alençon.
Alphonse de Poitiers avait fondé en 1261 la bastide de Villefranche-du-Périgord sur les terres du baron de Pestilhac, à l'est de Monpazier, et en 1267 la bastide de Villeréal, vers l'ouest, sur les terres du baron de Biron.
Le roi d'Angleterre, maître de la Guyenne, a alors entrepris la construction de bastides pour conserver la maîtrise et le développement de ses nouvelles terres dans le Périgord méridional et le nord de l'Agenais : Lalinde, Beaumont, Molières et Roquépine.
G. Lavergne signale que l'acte de donation du terrain pour fonder la bastide de Monpazier a été précédé par un acte de donation d'un emplacement dans la châtellenie de Montferrand le 7 mars 1274. Il assimile le lieu de ce terrain à Pepicou, aujourd'hui sur le territoire de la commune de Parranquet. Un acte de 1289 indique que ce projet n'a jamais été exécuté.
Dans les années 1280, le seigneur de Biron a proposé à Jean de Grailly, sénéchal du Périgord pour le roi d'Angleterre, de lui donner des terres pour y fonder une bastide sur le Mons Pacerius, situé près de la source du Dropt, sur une route reliant le Quercy et Villefranche-du-Périgord, à l'ouest, au Bergeracois, à l'est, le Périgord, au nord, à l'Agenais et Villeréal, au sud, et où ne subsistait que des vestiges d'une petite chapelle et quatre maisons en ruines qui appartenaient à Aymeri de Montferrand. Ce dernier les cède au roi le 11 février 1285.
Le contrat de paréage est conclu le 7 janvier 1284 entre Pierre Ier de Gontaut, seigneur de Biron, et le roi-duc Édouard Ier. Pierre de Gontaut a cédé tout le terrain nécessaire pour construire la bastide. La fondation de la bastide est à la charge du roi-duc représenté par Jean de Grailly. Ce dernier avait déjà été chargé de l'entretien des châteaux francs quand il avait été sénéchal du royaume de Jérusalem, entre 1272 et 1288.
Élysée Cerou signale que, sur le cadastre de 1845, il existait quatre croix délimitant les limites de la commune et qui pourrait laisser penser que ce territoire a été auparavant une sauveté.
Les débuts de la construction de la bastide ont été assez lents car, le 12 avril 1289, Édouard Ier somme les habitants de finir la construction de leurs maisons sous peine d'une amende de 10 livres chacun qui devait servir à clore la ville d'une muraille et à élever l'église. De ce texte, on peut en déduire que la construction des remparts de la ville et des fossés avait déjà commencé.
Les archives nous permettent de savoir que la ville avait six portes et deux plus petites. À partir de la représentation de la ville sur ses armoiries, on peut déduire qu'il y a avait trois portes sur le rempart nord et trois sur le rempart sud, à la plus grande se trouvant au centre, c'est-à-dire à l'extrémité de la rue Notre-Dame. Les autres portes se trouvaient aux extrémités de la rue Saint-Jacques et de la rue Saint-Michel, rebaptisée rue Saint-Joseph après l'installation du couvent des Récollets, en 1650. Deux portes plus petites se trouvaient sur les remparts est et ouest.
Le front nord, le plus facile d'accès, devait être défendu par un moulin fortifié placé à l'avant du rempart et permettant de contrôler les voies de communication.
L'aspect de la fortification devait être assez impressionnant avec ses huit tours-portes, ses quatre tours d'angle et quatre autres tours rondes de flanquement placées de part et d'autre des portes des remparts est et ouest. Il restait encore deux de ces tours rondes sur le plan cadastral de 1845.
| image1                               |
| Porte rue Notre-Dame - Foirail Nord. |

| image3                              |
| Porte Saint-Jacques - Foirail Nord. |

| image3                                 |
| Porte rue Saint-Jacques - Foirail Sud. |

Quand Pons de Salignac, évêque de Sarlat, prévoit le transfert à Monpazier du chapitre de la collégiale, église Notre-Dame-de-l'Assomption de Capdrot, il note : « Considérant que l'église de Monpazier est grande et propre pour y faire le service divin et que par ailleurs la dite ville est munie de murailles et de fossés à l'abri desquels MM. dudit chapitre pourront établir leur résidence en sûreté ».
Les archives nous apprennent qu'en 1770 la ville avait conservé son aspect d'origine mais les fortifications avaient été laissées à l'abandon. Le Ier décembre de cette année, il est fait interdiction aux habitants d'en prendre des pierres. En 1775, ces pierres servirent à la construction de l'hôpital et de la Maison de charité.

### Protections
Les trois portes de ville subsistantes ont été inscrites au titre de monuments historiques le 16 octobre 1936,,.
Les remparts Est ont été inscrits au titre des monuments historiques le 5 octobre 1961.
La bastide a été classée Grand site national en 1991 avec Biron et Capdrot.